# Comisión paritaria de publicaciones y agencias de prensa
La Comisión paritaria de publicaciones y agencias de prensa ( en francés: Commission paritaire des publications et des agences de presse, sigla CPPAP ) es un organismo estatal francés encargado de velar por la prensa y las agencias de prensa y emitir dictámenes en beneficio del régimen económico de los medios de comunicación. La Comisión actualmente se rige por el decreto núm. 97-1065 modificado el 20 de noviembre de 1997. Las ventajas fiscales resultantes de sus informes representan varios cientos de millones de euros cada año. 

## Misión
El CPPAP tiene una triple misión:
- Informar sobre la aplicación a los periódicos y publicaciones periódicas de textos legislativos o reglamentarios que prevean reducciones para la prensa en materia de impuestos y tarifas postales. A tal efecto, la comisión examina si las publicaciones cumplen las condiciones previstas en los artículos 72 y 73 del anexo III del Código General Tributario y D.18 y siguientes del Código Postal y de Comunicaciones Electrónicas. Emite a las publicaciones de prensa a las que pertenece un número de registro que da derecho a un tipo reducido de IVA del 2,1 % y una exención del impuesto profesional y de las tarifas postales preferenciales. Este número también da acceso a las ayudas directas entregadas a las publicaciones elegibles para este título que están gestionadas por la Dirección General de Medios de Comunicación e Industrias Culturales.
- Decidir sobre la elegibilidad para el estatus de agencia de prensa de las empresas que obtienen la mayor parte de sus recursos de la venta de contenido editorial a los medios. Este estatus, definido por la ordenanza del 2 de noviembre de 1945 fue actualizado por la ley del 22 de marzo de 2012 para simplificar la ley.
- Reconocer la calidad de los servicios de prensa en línea (sigla SPEL),[3] en el sentido del artículo 1 de la ley núm. 86-897 de 11 de agosto de 1986 por la que se reforma el régimen jurídico de la prensa, para que los servicios en línea cumplan con los criterios previstos por el decreto núm. 2009-1340 de 29 de octubre de 2009. El tipo particular del IVA del 2,1 % se aplica a ventas de contenidos digitales SPEL.

La Comisión paritaria podrá denegar o retirar una de sus aprobaciones en caso de incumplimiento de criterios reglamentarios. La retirada de las ayudas eleva el tipo del IVA desde el 2,1 % a 20 %, lo que puede constituir una condición económica esencial para la viabilidad de un valor en el mercado.

## Composición
Presidido por un Consejero de Estado, el CPPAP reúne paritariamente a representantes de las administraciones y de los profesionales interesados (en la formación de publicaciones, representantes de las empresas editoras de publicaciones y de los servicios de prensa en línea y en cuanto a las agencias, representantes de las agencias de prensa). Los representantes de agencias y empresas de prensa son nombrados por indicación de las organizaciones profesionales representativas.
El presidente y los demás miembros son nombrados por orden del ministro responsable de Comunicación por un período renovable de tres años. La secretaría de la comisión corre a cargo de la Dirección General de Medios de Comunicación e Industrias Culturales, bajo el control de un Secretario General designado por el ministro responsable de Comunicación.
Un informe desfavorable de la comisión es susceptible de recurso ante la jurisdicción contencioso-administrativa. 

## Títulos registrados
Con fecha 1 de enero de 2019 el número de publicaciones registradas que dan derecho al tipo particular del IVA es 6 817, de las cuales el 50 % son de prensa editorial, 23 % de prensa asociativa, 16 % de prensa sensacionalista y 10 % de la prensa extranjera. Los títulos relativos a la prensa editorial ( 3 420 ) se dividen en 20,96 % para prensa de información general, 36,64 % para prensa técnica y profesional, 11,40 % prensa cultural, científica y juvenil y 30,99 % para revistas, entretenimiento y ocio.

## Informes negativos
A raíz de una columna que denunciaba que el semanario de extrema derecha Rivarol, condenado más de diez veces por incitación al odio, negacionismo o insultos racistas, todavía se beneficiaba de la aprobación del CPPAP y, por tanto, de ayudas públicas indirectas, la Comisión anunció la retirada de su apoyo con fecha 22 de mayo de 2022.
El 30 de noviembre de 2022, el sitio web France-Soir perdió la aprobación CPPAP para “ falta de interés general " por " socavar la protección de la salud pública ». En enero de 2023, el juez sumario del tribunal administrativo de París ordenó a la comisión que concediera al sitio de noticias su aprobación, al menos provisionalmente. Él cree que “ el CPPAP no se habría pronunciado con total imparcialidad ”, y que esto es adecuado para crear “ una duda seria sobre la legalidad de la decisión ». El Estado también debe pagar 2000 euros a Shopper Union, la editorial de FranceSoir, y 1500 euros al director general del sitio web. Sin nombrar a Laurence Franceschini, presidente de la comisión, el auto señala que un miembro de la organización habría hablado públicamente y antes de la decisión  La comisión retira nuevamente su aprobación en agosto de 2024.